# 天大将军增一
仙女座ξ(天大将军增一)，又名BD+44 287，HD 8207、SAO 37155、HR 390，是仙女座的一颗恒星，视星等为4.88，位于銀經128.58，銀緯-17，其B1900.0坐标为赤經1h 16m 26.9s，赤緯+45° -17′ 17″。